# Acanthosyris paulo-alvinii
Acanthosyris paulo-alvinii är en sandelträdsväxtart som beskrevs av Graziela Maciel Barroso. Acanthosyris paulo-alvinii ingår i släktet Acanthosyris och familjen sandelträdsväxter. Inga underarter finns listade i Catalogue of Life.